# Kasteel van Lazise
Het kasteel van Lazise is een middeleeuwse burcht, gelegen in Italië in de gemeente Lazise.

## Geschiedenis
In de 9e eeuw werd begonnen met de bouw van het kasteel. Het was bedoeld als bescherming tegen Hongaarse aanvallen. Vanaf de 12e eeuw kwam het kasteel in handen van de familie Della Scala. De familie bezat zeven kastelen in de buurt van het Gardameer. Naast het kasteel van Lazise ook de kastelen van Malcesine, Sirmione, Soave, Torri del Benaco, Valeggio sul Mincio en Villafranca di Verona. Na de periode van scaligeri, zoals de familie Della Scala werd genoemd, wisselde het kasteel vaak van eigenaar. Het viel onder meer onder de bevoegdheid van Gian Galeazzo Visconti en Francesco I Gonzaga. Vanaf 1439 hoorde het bij de republiek Venetië. De huidige eigenaar is de gemeente Lazise.